# Palazzo del Podestà (Rimini)

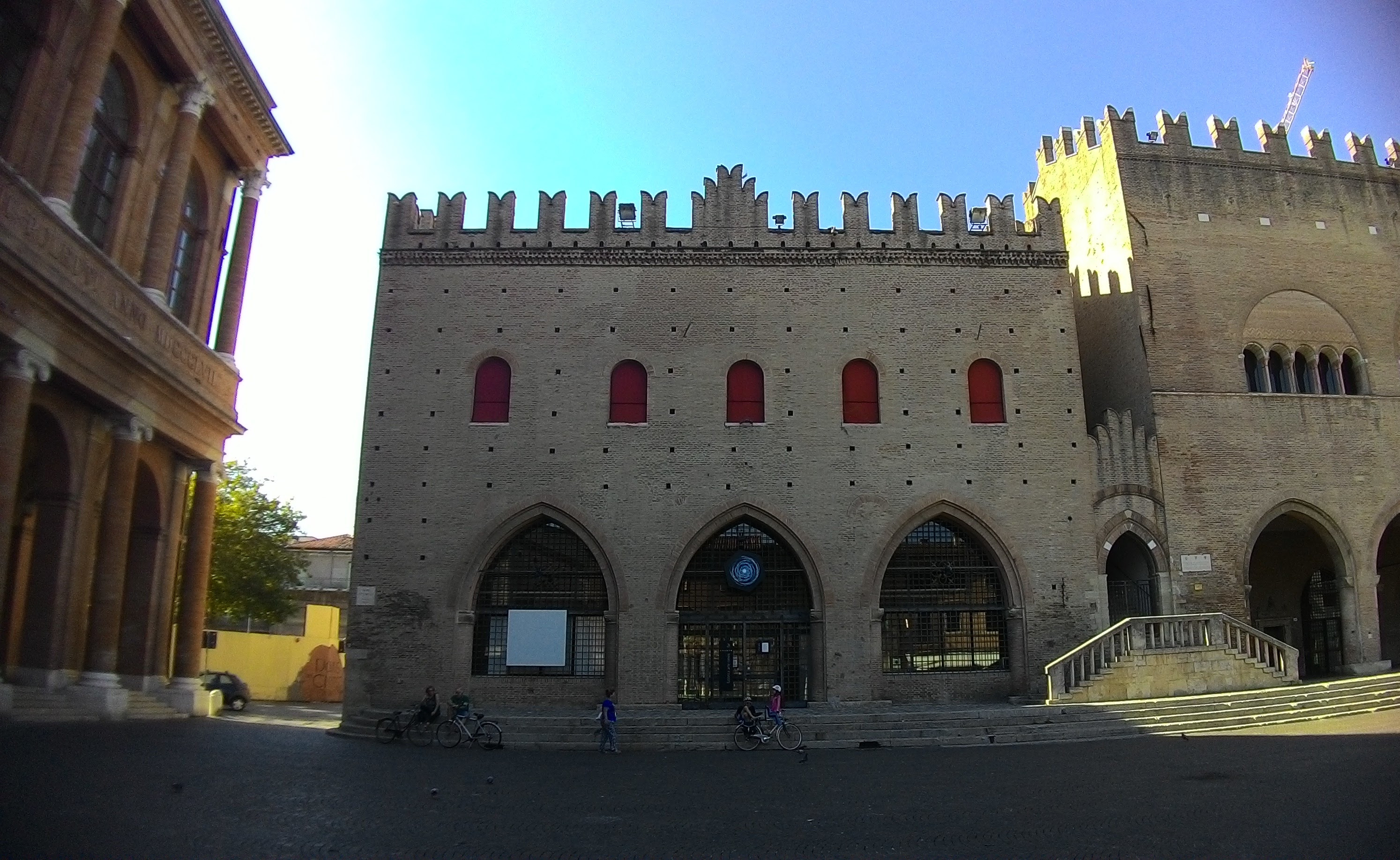
Palazzo del Podestà in Rimini

Der Palazzo del Podestà ist ein mittelalterlicher Palast in gotischem Stil in Rimini in der italienischen Region Emilia-Romagna. Der Palast liegt an der Piazza Cavour neben dem Palazzo dell’Arengo, mit dem zusammen er das 2020 eingeweihte Museum für zeitgenössische Kunst beherbergt.

## Geschichte und Beschreibung
Der Palast wurde im Jahre 1334 als Sitz für die Herren der Stadt erbaut. Im 16. Jahrhundert wurde der erheblichen Veränderungen unterzogen. Die Fassade hat im Erdgeschoss drei Spitzbögen. Von dem mittleren hing das Seil, das zum Aufhängen von Königen bestimmt war. Im Obergeschoss, das an der Traufe mit Zinnen versehen ist, öffnen sich fünf kleinere Rundbogenfenster.